# Дзета Геркулеса
Дзета Геркулеса (лат. ζ Herculis), 40 Геркулеса (лат. 40 Herculis), HD 150680 — тройная звезда в созвездии Геркулеса на расстоянии приблизительно 35 световых лет (около 10,8 парсек) от Солнца. Возраст звезды определён как около 3,13 млрд лет.

## Характеристики
Первый компонент (HD 150680Aa) — жёлтый субгигант спектрального класса G0IV, или G0, или G1IV, или F9IV. Видимая звёздная величина звезды — +2,844m. Масса — около 1,61 солнечной, светимость — около 6,05 солнечных. Эффективная температура — около 6026 K.
Второй компонент (HD 150680Ab) — красный карлик спектрального класса M. Масса — около 0,19 солнечных. Орбитальный период — около 10,5 года.
Третий компонент (HD 150680B) — оранжево-жёлтый карлик спектрального класса K0V, или G7V. Видимая звёздная величина звезды — +6,5m. Масса — около 0,89 солнечной, светимость — около 0,64 солнечной. Эффективная температура — около 5300 K. Орбитальный период — около 34,45 года. Удалён на 1,6 угловой секунды.

## Описание
Дзета Геркулеса исторического названия не имеет. Имея третью звёздную величину, является второй по яркости звездой Геркулеса (первая — Корнефорос, Бета Геркулеса). Из-за её периферийного положения в созвездии Байер присвоил ей букву дзета — шестую в греческом алфавите.
Дзета Геркулеса является двойной звездой: вокруг главной звезды третьей звёздной величины (+2,8m), вращается компаньон шестой звёздной величины (+5,3m), отстоящий на расстоянии около 1 угловой секунды. Более яркая звезда, Дзета Геркулеса A, является субгигантом спектрального класса G0 с температурой поверхности 5780 К — почти такой же, как у Солнца (которое является звездой класса G2). Имея массу, приблизительно на 50 процентов больше, чем Солнце, она начала раздуваться, уходя с главной последовательности (водородное горение в её недрах, вероятно, подходит к концу). Дзета Геркулеса A, имея радиус в 2,5 раза больший, чем солнечный, светит в 6 раз ярче, чем Солнце.
Компаньон (Дзета Геркулеса B) — это более холодный карлик главной последовательности спектрального класса G7 с яркостью 65 процентов солнечной и массой приблизительно 85 процентов солнечной. Он вращается вокруг главной звезды с периодом 34,5 года на среднем расстоянии 14,65 а. е. (более чем на половину дальше, чем Сатурн от Солнца). Довольно высокий эксцентриситет служит причиной тому, что звёзды то сближаются на расстояние 8 а. е., то удаляются друг от друга на 21 а. е. При таких условиях существование планет вряд ли возможно.
Звезда дала своё название движущейся группе Дзеты Геркулеса, несвязанной звёздной ассоциации, состоящей из звёзд, которые находятся в отдалённых друг от друга созвездиях: Волка, Персея и Октанта. Скорость Дзеты Геркулеса относительно Солнца весьма высока, 76 км/с, в пять раз больше обычной.

## Ближайшее окружение звезды
Следующие звёздные системы находятся на расстоянии в пределах 20 световых лет от ζ Геркулеса:
| Звезда        | Спектральный класс    | Расстояние, св. лет |
| LP 275-68     | M V                   | 3,4                 |
| BD+33 2777    | K7 V                  | 3,5                 |
| BD+25 3173    | M2 V                  | 4,5                 |
| G 169-29      | M V                   | 6,0                 |
| G 180-60      | M V                   | 6,3                 |
| G 180-11      | M V                   | 6,5                 |
| Вольф 654     | M V                   | 7,2                 |
| Росс 868      | M4 Ve / M5 Ve         | 7,5                 |
| L 1346-53     | M3 V                  | 8,8                 |
| AC+41 726-154 | M3-4 V                | 9,7                 |
| μ Геркулеса   | G5 IV / ? / M4 V / ?  | 11                  |
| γ Змеи        | F6 V                  | 12                  |
| 72 Геркулеса  | G0 V                  | 13                  |
| BD+39 294     | G8 V / ?              | 14                  |
| Вега          | A0 V                  | 16                  |
| 44 Волопаса   | F5-G1 Vn / G2 V / G V | 17                  |
| λ Змеи        | G0 V                  | 18                  |
| BK+00 2334    | G2 V                  | 18                  |
| ξ Волопаса    | G8 Ve / K4 Ve         | 19                  |
| χ Геркулеса   | F8-9 V                | 20                  |
| α Змееносца   | A5 III / ?            | 20                  |